# Nathanael Friedrich von Köstlin
Nathanael Friedrich Köstlin, ab 1838 von Köstlin (* 17. September 1776 in Nürtingen; † 9. März 1855 in Stuttgart), war ein evangelischer Theologieprofessor, Oberkonsistorialrat sowie Prälat und Generalsuperintendent von Tübingen.

## Leben und Wirken
Nathanael Friedrich von Köstlin war der älteste Sohn des Nürtinger Diakons, nachmaligen Dekans und (Ehren-)Prälaten, Nathanael Köstlin und der Sibylle Friederike Cless (1751–1824). Er durchlief seit 1790 die Seminare Denkendorf und Maulbronn und studierte 1794 bis 1799 als Stipendiat des Evangelischen Stifts Philosophie und Theologie an der Universität Tübingen. Den Magistergrad erwarb er 1796 mit einer Arbeit De Jurium Humanorum Origine ac Fundamento Cogitationes (Überlegungen zum Ursprung und zur Grundlage der Menschenrechte), 1799 schloss er mit einer Dissertation über Die Lehre des Neuen Testaments von der moralischen Weltregierung Gottes ab. Dann unterstützte er als Vikar seinen Onkel, Joseph Friedrich Schelling (1737–1812), den Vater des Philosophen Friedrich Wilhelm Joseph Schelling, der damals als Dekan in Schorndorf amtierte.
In den Jahren 1801 bis 1808 unterrichtete Köstlin als „Hofmeister“ (Hauslehrer) die älteren Söhne des Grafen von Erbach-Fürstenau. Mit seinen Zöglingen unternahm er Bildungsreisen durch Europa und begleitete ihr Studium an den Hochschulen Braunschweig und Gießen. Anschließend kehrte er nach Tübingen zurück, wo er eine Stelle als zweiter Diakon (dritte Pfarrstelle) erhalten hatte. Vier Jahre später übernahm Köstlin das erste Diakonat und zugleich eine außerordentliche Professur für Praktische Theologie an der Universität Tübingen. Schon 1813 wurde er zum Ordinarius ernannt – zu seinen Schülern gehörte Ferdinand Christian Baur, der Begründer der evangelischen Tübinger Schule.
Trotz des raschen akademischen Aufstiegs wechselte Köstlin 1815 als Stadt- und Amtsdekan an die Hospitalkirche nach Stuttgart, wurde 1822 Konsistorialassessor, 1823 Stiftsprediger und Oberkonsistorialrat, schließlich 1835 Prälat und Generalsuperintendent von Tübingen mit Wohnsitz in Stuttgart. Unter seinen Vikaren ist der Dichter und Kritiker Gustav Pfizer zu nennen. Seit 1836 gehörte Köstlin der Zentralleitung des Württembergischen Wohltätigkeitsvereins an.
Als Mitglied der Kammer der Abgeordneten zählte Nathanael Friedrich von Köstlin zu den wenigen Prälaten, die sich 1838 vergeblich für die Abschaffung der Todesstrafe einsetzten. Im Jahr darauf stellte er Anträge auf eine Erhöhung des staatlichen Zuschusses zum Pfarrwitwenfonds sowie der staatlichen Unterstützung der privaten Lehrerbildungsanstalten beider Konfessionen. Die Revolution von 1848 veranlasste Köstlin, um seine Pensionierung nachzusuchen, doch blieb er auf dem Gebiet der Wohltätigkeit aktiv. Er verstarb 1855, sein Grabmal ist auf dem Hoppenlaufriedhof in Stuttgart noch erhalten.
Seinen Tübinger Lehrern Gottlob Christian Storr, Johann Friedrich Flatt und Friedrich Gottlieb Süskind verpflichtet (ältere Tübinger Schule) vertrat Nathanael Friedrich Köstlin zeitlebens eine gemäßigte Form des biblischen Supranaturalismus. Er überzeugte durch einfühlsame Predigten, von denen etliche im Druck erschienen, und war als geduldiger und wohltätiger Seelsorger bekannt.

## Ehrungen
Köstlin erhielt 1838 das Ritterkreuz des Ordens der Württembergischen Krone, mit dem der persönliche Adel verbunden war. Die Evangelische Fakultät Tübingen ehrte ihren ehemaligen Lehrer 1841 mit der Ehrendoktorwürde.

## Familie
Nathanael Friedrich von Köstlin war seit 1809 mit Heinrike Schnurrer (1788–1819) verheiratet, einer Tochter des Orientalisten und Kanzlers der Universität Tübingen Christian Friedrich Schnurrer, mit der er fünf Kinder hatte, darunter den Dichterjuristen Christian Reinhold Köstlin, Ehemann der Liederkomponistin Josephine Caroline Lang, einer Schülerin von Felix Mendelssohn Bartholdy und Freundin von Clara Schumann. Nach dem frühen Tod seiner ersten Frau ehelichte Köstlin 1822 Henriette Rapp (1792–1823), Nichte des Bildhauers Johann Heinrich Dannecker, ihres Ziehvaters, und Witwe des Kupferstechers Johann Friedrich Wilhelm Müller, die ihren Sohn, den nachmaligen Maler Karl von Müller (1813–1881) mit in die Ehe brachte.